# Jabar Sharza
Jabar Sharza (in persiano جبار شهرزه‎; Kabul, 6 aprile 1994) è un calciatore afghano, centrocampista o attaccante dell'Abu Muslim.

## Carriera

### Club
Ha giocato nella prima divisione finlandese ed in quella indonesiana, oltre che nella seconda divisione danese.

### Nazionale
Tra il 2017 ed il 2024 ha totalizzato complessivamente 13 presenze e 4 reti con la nazionale afghana.